# Dacrydium novo-guineense
Dacrydium novo-guineense és una espècie de conífera de la família Podocarpaceae. Es troba a Indonèsia i Papua Nova Guinea. Creix a alçades superiors a 1.300 metres sobre el nivell de la mar. Es fa servir com a font de fusta a nivell local. La població està amenaçada per desforestació i incendis.